# Cré-sur-Loir
Pour les articles homonymes, voir Cré.
Cré-sur-Loir, anciennement nommée Cré, est une ancienne commune française, située dans le département de la Sarthe en région Pays de la Loire, peuplée de 761 habitants.  Elle est devenue commune déléguée de Bazouges Cré sur Loir le 1er janvier 2017.
La commune fait partie de la province historique de l'Anjou, et se situe dans le Baugeois.

## Géographie

### Localisation

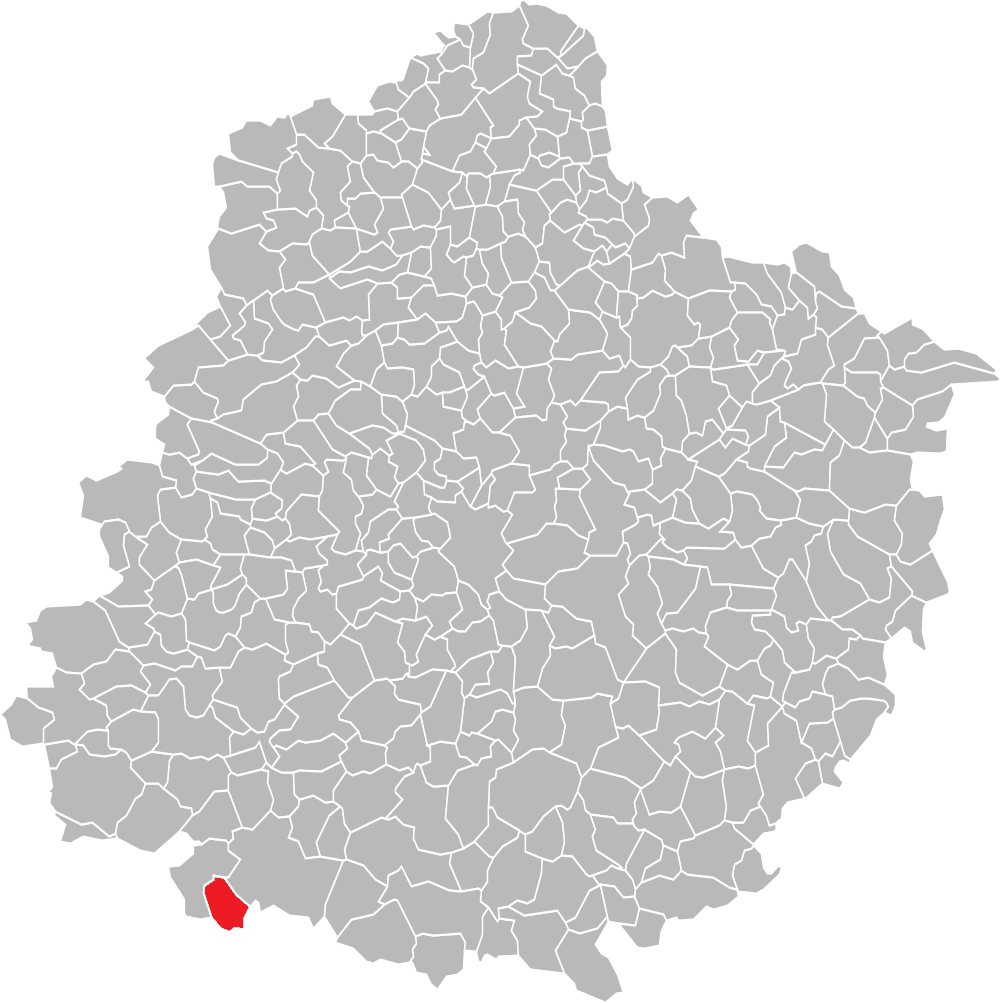
Situation de la commune de Cré dans le département de la Sarthe.

Cré, commune du sud du département de la Sarthe, est située au cœur du Maine angevin. Le village se trouve, en distances orthodromiques, à 44,4 km au sud-ouest du Mans, la préfecture du département, à 6,6 km à l'est de Durtal et à 6,8 km au sud-ouest de La Flèche, les villes les plus proches. Les communes limitrophes sont Bazouges-sur-le-Loir, La Flèche, ainsi que deux communes de Maine-et-Loire, Saint-Quentin-lès-Beaurepaire et Fougeré.
|                      | Bazouges-sur-le-Loir     | La Flèche                                      |
| Bazouges-sur-le-Loir | Cré                      |                                                |
|                      | Fougeré (Maine-et-Loire) | Saint-Quentin-lès-Beaurepaire (Maine-et-Loire) |

### Géologie et relief
La superficie de la commune est de 1 719 hectares. L'altitude varie entre 22 et 72 mètres. Le point le plus haut se situe à l'est de la commune, à proximité du lieu-dit la Guignardière, à la limite communale avec La Flèche, tandis que le point le plus bas se trouve sur le Loir, à l'endroit où celui-ci quitte le territoire communal en direction de Bazouges-sur-le-Loir.

### Hydrographie
Le Loir est le principal cours d'eau de la commune, il s'y écoule d'est en ouest. Un de ses affluents, le ruisseau de Verdun, s'écoule à l'ouest de la commune.

### Climat
Cré est soumis à un climat de type océanique dégradé. Les données climatiques sont comparables à celles de la station Le Mans-Arnage, située à moins de 40 km à « vol d'oiseau » de Cré.

### Voies de communication et transports
La commune de Cré est desservie par la RD 70, qui relie Bazouges-sur-le-Loir aux Rairies. La RD 37, qui relie Fougeré à La Flèche traverse le territoire communal au sud, mais ne dessert pas directement le bourg de Cré.

## Toponymie
Le nom du village est attesté dès le VIe siècle sous les formes Crovio et vicus Croviensis (chez Grégoire de Tours).
Albert Dauzat et Charles Rostaing proposent un pré-latin *C(a)rovium, basé sur le mot *car « pierre » que l'on retrouverait dans le nom de la Crau.
La commune était nommée Cré jusqu'au 6 décembre 2014.

## Histoire
La découverte de bifaces, de grattoirs, de racloirs et de lames du Paléolithique, d'outils agricoles du Néolithique, de fragments de poterie commune gallo-romains et mérovingiens, atteste une occupation ancienne du territoire. La Pillage est établi à proximité d'un gué sur le Loir emprunté par une voie romaine. Les fiefs de La Tranchandière, de La Roche, de La Hardière, de La Guitonnière et de La Blottière sont longtemps unis à la baronnie de Fougeré. Au XVIIe siècle, le seigneur de La Flèche, marquis de la Varenne, y étend son influence par transaction. Le bourg souffre de la guerre de Cent Ans, des guerres de Religion et des troubles causés par les troupes assiégeant Angers lors de la Fronde. Les terrains alluvionnaires, fertiles, sont propices à l'élevage, à la culture du chanvre et aux cultures maraîchères (oignon, échalote, ail) pratiquées sur les Courtils. Une modeste activité de pêche professionnelle s'est également développée sur le Loir. À la fin du XXe, l'activité économique est dominée par l'élevage et la grande culture céréalière.

### Le cadastre
Globalement, le parcellaire est resté très stable depuis de très nombreuses années. Sur le plan cadastral de 1824, celui de la partie centrale de Cré est quasiment le même qu'aujourd'hui.
À la sortie du bourg, au lieu-dit les Léards, se situait les Courtils. Le cadastre napoléonien de 1824 montre une multitude de petites parcelles de 10 mètres de long sur 3 mètres de large. Là, étaient cultivés ail, oignon et échalotes. Ces cultures maraîchères étaient ensuite vendues à Laval, au Mans et à Angers. Autre production locale : le chanvre.

### Le développement du bourg
À l'époque de l'historien Pesche (début du XIXe siècle), Cré-sur-Loir est borné au nord, par le Loir, Bazouges et La Flèche ; à l'est, par Sainte-Colombe ; au sud, par Fougeré (Maine-et-Loire) ; à l'ouest, encore par Bazouges et par Saint-Léonard (-de-Durtal, Maine-et-Loire). Sa forme est celle d'un pentamètre irrégulier, de 5,5 kilomètres de diamètre du nord au sud, autant de l'est à l'ouest, et de 6,5 kilomètres du nord-nord-est au sud - sud-ouest. Le bourg, à l'extrémité nord - nord-ouest de la commune, sur la rive gauche du Loir, forme lui-même un triangle autour de l'église, dont chaque côté est une rue. Église de style gothique, construite, à ce qu'on croit, du Xe au XIe siècle. Clocher en bâtière ; cimetière attenant à l'ouest et au sud de l'église, clos de murs. On y remarque, près de la croix, une tombe en pierre, à l'un des bouts de laquelle ont lit cette inscription : « Cy-gist honorable personne Me René le Royer, sieur de Boistaillé, qui décéda le 29 novembre 1689, âgé de 133 ans. Requiescat in pace ». La tradition veut que l'honorable personne que recouvrait cette tombe ait subi la peine de cent ans de galères, pour faux commis dans l'exercice de sa charge de tabellion, que revenue à Cré, elle fut obligée de plaider contre ses héritiers, pour rentrer dans la possession de ses biens, et qu'elle soit morte trois ans après son retour : on montre encore près du cimetière la maison de cet ancien tabellion. Le presbytère, l'un des plus beaux autrefois et des plus agréables du diocèse d'Angers, à cause de sa position sur le bord du Loir, qui coule au bas du jardin, fut rebâti de 1693 à 1735, par un curé du nom de Fournier : vendu pendant la Révolution, il a été racheté en partie par la commune. On remarque dans le bourg une grande maison, à ouvertures en croix de pierre, appelé la Cour de Cré.
À cette époque, Cré-sur-Loir comptait 245 familles, soit 1 029 habitants, dont 323 dans le bourg. De 1803 à 1822, au cours de ces années, on enregistre une diminution des mariages de 3 %, mais également une baisse des décès de 11,30 % et des naissances de 0,7 %.

### Histoire ecclésiastique
À cette époque, l'église de Cré-sur-Loir sous l'invocation de saint Martin, abbé de Vertou. On voit dans l'église de Cré un tableau de fond d'autel, d'un peintre de Paris, représentant le souper du Christ à Emmaüs : l'un des disciples effrayés a renversé un plat qui contenait des oignons, allégorie qui a rapport à la principale production du sol, comme on le verra plus loin. On remarque la chaire à prêcher, en bois de chêne, faite en 1700, par Legeay, sculpteur à La Flèche : elle est ornée de guirlandes de fruits et de fleurs, et surtout d'oignons. Cet artiste fit, l'année suivante, les autels de Notre-Dame et de saint Jean de la même église. L'abbé de Saint-Serge d'Angers présentait à la cure. Le prieuré Notre-Dame-des-Champs, situé à l'est-nord-est du bourg, sur la rive opposé du Loir, était à la même présentation. Il résulte d'une notice sur l'église de Cré, Notitia de Altare Créio, écrite en latin et portant la date de 1047, que Girbaud prêtre, fils de Briolon, qu'on peut croire seigneur d'un fief de Cré, avait érigé l'église actuelle qu'il céda au moines du prieuré des Champs, dont l'église servait de cure primitive ; et ce du consentement de Guillaume seigneur de la Garde-Chamaillard, qui était semble-t-il le fief suzerain de Cré.
On possède des comptes de la fabrique de Cré, depuis 1437 ; la plupart des documents suivants en sont extraits : un acte de 1354 porte une augmentation de dons pour la chapelle des Pins, fondée par Jean des Pins, seigneur dudit lieu, faite par Huet des Pins, son frère, laquelle doit être desservie dans l'église du prieuré de Saint-Jacques de la Maladrerie de la Flèche, à la présentation du prieur claustral.
Depuis la suppression du prieuré de Saint Jacques, ce bénéfice, chargé de deux messes par semaine en valant 150 livres, était présenté par le seigneur des Pins. Une chapelle de Saint-Germain, chargée d'une messe par semaine, se desservait au château de la Blottière. Tous les dimanches, au retour de la procession, le curé de Cré devait un libera pour les seigneurs de la Tranchandière. Il se faisait tous les ans, dans la paroisse, une quête de chanvre appelée l'A-gui-l'an-neuf, pour l'entretien des cordes du clocher. M. Jacques Bidault, curé de Cré, légua sa bibliothèque à ses successeurs. On a de cette bibliothèque, dont il reste encore une partie, un inventaire daté de 1690.

### Histoire féodale
La seigneurie de paroisse était une châtellerie qui fut pendant longtemps unie à la baronnie de Fougeré : elle en fut séparée par transaction du 24 mai 1670, entre René Fouqué, marquis de la Varenne, et Philippe de la Vaine, baron de Fougeré, confirmée par lettres-patentes enregistrées au Parlement de Paris, le 20 février 1673. D'après cet acte, la châtellerie de Cré se trouvait être composée du fief de la Tranchandière, de la mouvance de la Garde-Chamaillard, la Roche, la Bardière, la Guittonnière et la terre de la Blottière : tous ces fiefs étaient situés dans la paroisse de Cré. On voit dans un aveu de 1414, par le duc d'Alençon, comme baron de la Flèche, au duc d'Anjou, que les Pins, Cré, Fougeré et la Tranchandière étaient compris dans cet aveu. On montre encore dans le bourg, peu loin de l'église et du Loir, l'emplacement d'un château qu'on dit être celui de la Tranchandière, entouré de fossés, à côté duquel était une motte féodale encore subsistante : nous croyons que c'est au contraire la place qu'occupait le château de la Roche ; et que celui de la Tranchandière ou des Tranchandières devait être situé où est le hameau de ce dernier nom, à 6 kilomètres au SE du bourg de Cré. La Blottière est actuellement une ferme, à 2 kilomètres 1/2 au SE, sur un coteau élevé qui domine le cours du Loir. La Cour de Cré, située dans le bourg, portant aussi le nom de fief des Pins, dont dépendait la maison, domaine, étang et moulin des Pins, situés de l'autre côté du Loir, sur sa rive droite, fait partie du territoire de La Flèche. Le 21 juillet 1571, Jeanne, reine de Navarre, duchesse de Vendômois et de Beaumont, mère de Henri IV, vend les dits lieux avec le moulin de l'Arche qui y touche, pour 34,636 liv., à la charge de relever le tout du fief des Pins et sous le devoir de 15 s. de cens redevables à la seigneurie de La Flèche, aux frères Pierre et Jean Jouye et à Jean Davoust, leur beau-frère. On peut croire que ces terres furent rachetées par les marquis de la Varenne, puisque le 7 juin 1670, Louis XIII accorde des lettres d'union des fiefs de la Garde-Chamaillard, les Pins, etc., qui composaient la terre de la Varenne, et érige cette terre en marquisat, relevant du duché de Beaumont. Dans des aveux de 1436 et de 1452, on trouve un Gui de Crez et un François Davost, écuyer, seigneur de Gré et de la Bruère. Les cartulaires de la fabrique et de la cure de Cré font connaître, en 1441, une Mathurine Tranchant, épouse d'Étienne du Plessis dit Courcol ; dame de la Tranchaudière ; et, en 1479, un Étienne Tranchant, seigneur du même lieu. Il est probable que cet Étienne Tranchant est le même qu'Étienne du Plessis, qui prend le nom du fief qu'il tient de son épouse. On trouve en 1536, une transaction sur procès pendant aux plaids de la Tranchandière, entre Jean du Plessis, seigneur de la Tranchandière et le curé de Cré. En 1466, 1478 et 1483, une indication du fief de la Cour de Cré, alias les Pins, située, comme on le dit haut, de l'autre côté du Loir ; plus loin, on trouve aussi René le Beif, seigneur de la Cour de Cré, par conséquent des Pins ce René le Beif est-il un ancêtre de Lazare Baïf, qu'on dit être né à la Cour des Pins ? En 1623, le fief de la Tranchandière, le plus considérable de ceux de Cré, est réuni à celui de la Cour de Cré. En 1646, Jean de la Vayrie était baron de Fougeré, Cré, etc., et en 1694, un Gai de la Piltière est seigneur du fief de Cré. La Piltière est le nom actuel d'une ferme du bourg, qui fait encore partie de l'ancienne terre seigneuriale de La Flèche. Lorsque la seigneurie de Cré était unie à celle de Fougeré, la justice de cette baronnie était exercée dans une maison du bourg de Cré, attenante à la cure, ce qui a cessé depuis la désunion des deux terres en 1673.

### Histoire antique
Il existait sur le territoire de Cré un large fossé dont les traces encore remarquables ont plus de 3 kilomètres de longueur les gens du pays l'appellent la Rivière du Diable. Une vieille tradition, rendait compte du motif qui avait donné lieu à la construction surnaturelle de ce fossé. Cette tradition était commune à plusieurs autres constructions, celles du pont de S.-Cloud, du pont de Bonnecomble près Rhodès, etc.
Un savant, M. Deslandes de Bazouges, avait recherché avec soin quelles pouvaient être l'origine et l'utilité de ce vaste fossé. Il crut découvrir, et il développa cette idée dans un mémoire étendu et riche de détails intéressants, adressé à la Société des Arts du Mans, que la position de Cré pouvait avoir donné lieu à l'établissement, sur ce territoire, de l'un de ces nombreux campements des Romains que M. Bodin, dans ses Recherches sur l'Anjou, a fait remarquer et bien indiqués tout le long de la Loire ; et que nous croyons avoir existé également, à 2 ou 3 kilomètres de distance les uns des autres, tout au long du Loir. Ce campement, suivant lui, n'eût point été momentané, mais permanent : en effet, la situation parait infiniment convenable et analogue à celle que choisissaient les armées de cette nation. Le Loir et le ruisseau ou petite rivière de Verdun auraient été les deux côtés d'un triangle de 4 à 5 kilomètres chacun ; le troisième côté aurait été formé par un double fossé défendu par un double rang de parapets, encore très apparents dans une assez longue étendue de terrain, mais que la culture fait disparaître tous les jours. Telle serait l'origine du Fossé ou Rivière du Diable, qui, prenant naissance au S. d'un monticule assez élevé aurait été lié au Loir par les forts ou châteaux de la Roche et de la Belotière, construits au sommet et à la base N. de ce monticule, et se serait terminé au ruisseau le Verdun, ayant son confluent dans le Loir, au S. O.
Une ancienne forteresse appelée le Châtelier, sur le bord du Loir ; une autre dans une île de cette rivière, appelée île de la Barbée ; d'autres travaux, semblent démontrer que la conjecture de M. Deslandes a tous les caractères d'une démonstration.
Une autre remarque importante de M. Deslandes, est celle qui est relative, aux mœurs particulières et au physique des habitants de Cré. D'une taille élevée, maigres, ayant le visage allongé, le nez aquilin et long ; laborieux, adonnés particulièrement à la culture maraîchère qui convient essentiellement, il est vrai, à la nature de leur sol ; ils sont silencieux et peu curieux, timides, même un peu sauvages, ne s'allient qu'entre eux, sont égoïstes, quant à leurs intérêts particuliers ; libéraux pour ceux de la communauté; ont un dialecte étranger à celui de leurs voisins, qu'ils articulent avec un accent guttural tout particulier. Au surplus, tous ces caractères distinctifs qui les font désigner par leurs voisins sous le titre de Créaciers, se sont beaucoup atténués depuis la révolution, pendant laquelle la douceur de leurs mœurs dispensa de tout envoi de troupes dans  cette commune. M. Deslandes concluait de tout ce qui précède, que cette population pouvait provenir ou des restes d'une garnison romaine établie en ce lieu et qui s'y seraient fixés ; ou d'une peuplade de ces Visigoths, de ces Alains, qui se cantonnèrent le long de la Loire, lors de la chute de l'Empire romain dans les Gaules; ou de quelque bande de Saxons, de Normands qui, remontant la Loire sur leurs bateaux, inondèrent et saccagèrent l'Anjou, le Maine et la Touraine, du Ve au Xe siècle ; toutes conjectures raisonnables, mais sur l'une desquelles en particulier il est difficile de s'arrêter. Quoi qu'il en soit, lorsque l'ignorance et la superstition du Moyen Âge eurent fait oublier la tradition des grands évènements de l'occupation romaine dans les Gaules, il est concevable que des ouvrages gigantesques, comme celui dont il est question, aient paru extraordinaires à un peuple qui, ne sachant plus rien entreprendre de grand, les aura crus l'effet d'un pouvoir surnaturel, l'ouvrage du Diable par conséquent.
On a trouvé à Cré quelques médailles romaines, quelques fers de lances, mais en trop petite quantité pour offrir rien de satisfaisant, relativement à ce dont nous venons de parler. Il reste encore à faire remarquer qu'une voie dont on rencontre de légères traces, passe sur cette commune et semble appartenir à l'une de celles qui servaient de communication entre l'Anjou et le Maine, par Marcé, Cré, Luché ou Le Lude ; plutôt par Luché, où nous croyons avoir aperçu, le premier, des vestiges (d'un autre campement romain). Une unité d'établissement qui devait exister entre ces deux lieux, si, comme tout semble le prouver, ils ont été autrefois un campement, une station des Romains. On trouve aussi dans le bourg de Cré, une assez grande quantité de tombeaux en calcaire coquillier, quelques-uns en ardoise dans lesquels sont encore des ossements, mais rien autre chose qui puisse faire connaître l'époque précise de ces inhumations. Il est remarquable que les coquilles de calcaire de Cré soient de très grande dimension, comparativement à celles qu'on trouve dans les calcaires des autres tombeaux analogues, disséminés sur tant de lieux du territoire de la Sarthe.

### Histoire marquée par des vieilles demeures
Sur la commune de Cré, les promenades permettent d'apercevoir beaucoup de vieilles demeures qui ont traversé les siècles et qui sont la marque de l'histoire de la commune. Ces demeures sont la Blottière, la Pilletière, la Croix de mission, le Presbytère et la ferme de la Cour avec ses pavés ornés d'une fleur de Lys. Elles ont été remaniées, embellies, modernisées au fil des ans. D'autres bâtiments ont disparu comme le château de la Tranchandière. Le prieuré de Notre-Dame-des-Champs et son église qui abrite un retable de 1531 sont situés dans une enclave de 35 ha au nord du Loir face au bourg et entourée par la commune de Bazouges. Avant, y passait la voie romaine. Les paroissiens traversaient le Loir en bateau et venaient assister à la messe. Un jour, une barque a chaviré et il a été décidé de bâtir l'église Saint-Martin de Vertou, actuelle église de Cré.

### L'occupation humaine actuelle

#### Histoire de l'urbanisation
L'étude des formes urbaines actuelles permet de comprendre l'évolution urbaine passée.

##### Le bourg ancien
Historiquement, le franchissement du Loir par la voie romaine a justifié une installation ancienne de part et d'autre du Loir. D'un côté l'ensemble du bourg de Cré s'est développé et de l'autre côté du Loir, tout en restant sur la commune de Cré, le prieuré Notre-Dame-des-Champs témoigne du passé, puisque ce dernier édifice est d'époque romane. Le Loir a été le support d'activités diverses.
Le bourg primitif de Cré sur Loir est centré autour de l'église de Saint-Martin-du-Vertou de style roman qui date de 1047 et l'habitat s'organise autour de la rue principale : la rue du Pâtis-Saint-Germain.
On trouve dans le bourg des constructions à l'alignement des voies, très imbriquées et souvent hautes. La plupart sont couvertes en petites tuiles plates et ont une pente de toit très prononcée. Comme dans la plupart des centres-bourgs, le parcellaire est exigu. les bâtiments principaux sont édifiés à l'alignement des voies et généralement dans le sens de la longueur, leurs annexes peuvent être perpendiculaires. La centralité du bourg est renforcée par la présence d'équipements publics et des commerces de proximité et des services. Les petites ruelles étroites contribuent largement à l'ambiance du vieux bourg. Dans le bourg, plusieurs édifices sont le témoin du passé, tels que l'église de Saint-Martin-de-Vertou, « le travail » à l'angle de l'église, l'ensemble dit « de la Cour », le presbytère…
Il y a également de nombreuses constructions de caractère dans le bourg qui pourraient être sauvegardées et restaurées dans les règles de l'art. Les élus ont souhaité instaurer l'obligation d'un permis de démolir sur l'ensemble du bourg ancien pour permettre de sauvegarder ce patrimoine.

##### La périphérie du bourg
L'extension du bourg ancien s'est poursuivie à l'est, au sud et particulièrement à l'ouest. Une urbanisation plus récente que le bourg ancien, plus diffuse et discontinue, s'est développée le long des voies rayonnantes. Ces extensions du bourg s'opposent au centre ancien de Cré-sur-Loir. Le bâti est implanté en recul par rapport à l'alignement de la voie et le plus souvent en milieu de parcelle. Ce tissu se distingue du centre ancien par la largeur des voies publiques : à l'inverse du centre plus ancien desservi par des ruelles et venelles étroites, les extensions possèdent des rues plus aérées.
Le développement du bourg vers l'ouest s'est étiré de manière linéaire au sud de la voie romaine et du chemin vicinal ordinaire no 2. Ce développement asymétrique s'explique par la présence d'un espace boisé important sur la partie nord de cet axe.
La succession des opérations de logements sur la commune :
- le lotissement de la Pièce du Parc dans les années 1990 comprenant une partie avec des logements locatifs ;
- le lotissement des Carrières ;
- le lotissement du Misfon.

La présence d'exploitations agricoles bien structurées et de grandes propriétés d'agrément dans la périphérie immédiate du vieux centre grève le développement cohérent de l'agglomération. Ainsi les lotissements communaux ont été implantés loin du centre. 
L'entrée principale de l'agglomération se situe sur le chemin vicinal ordinaire no 2 venant de la commune de La Flèche et qui traverse le centre de Cré-sur-Loir. Cette entrée offre une vue sur le marais de Cré et sur la lagune. À l'entrée de l'agglomération, les terrains de tennis constituent un point de repère.
L'entrée par Bazouges sur le Loir à l'est présente une vue sur les abords du Loir.

##### L'habitat rural
Il y a peu de regroupements conséquents d'habitations en campagne. Les constructions se répartissent sur l'ensemble du territoire communal. Les zones boisées et les secteurs inondables du Loir ont une densité moindre d'habitat diffus.

### Disparition de la commune
Le 1er janvier 2017, la commune fusionne avec Bazouges-sur-le-Loir pour former la commune nouvelle de Bazouges-Cré-sur-Loir.

## Politique et administration
| Période                                  | Période          | Identité           | Étiquette | Qualité                    |
| ---------------------------------------- | ---------------- | ------------------ | --------- | -------------------------- |
| Les données manquantes sont à compléter. |                  |                    |           |                            |
| ?                                        | ?                | - Lelong           |           |                            |
|                                          |                  |                    |           |                            |
| mars 1971                                | mars 1977        | Alphonse Alusse    | SE        |                            |
| mars 1977                                | mars 1989        | Michel Ciron       |           |                            |
| mars 1989                                | mars 2014        | Jean-Pierre Debrou |           |                            |
| mars 2014                                | 31 décembre 2016 | Michel Landelle    | SE        | Retraité de la gendarmerie |

## Démographie
En 2021, la commune comptait 761 habitants. Depuis 2004, les enquêtes de recensement dans les communes de moins de 10 000 habitants ont lieu tous les cinq ans (en 2005, 2010, 2015, etc. pour Cré-sur-Loir) et les chiffres de population municipale légale des autres années sont des estimations.
| 1793 | 1800 | 1806  | 1821 | 1831 | 1836  | 1841  | 1846  | 1851 |
| ---- | ---- | ----- | ---- | ---- | ----- | ----- | ----- | ---- |
| 879  | 876  | 1 032 | 918  | 937  | 1 042 | 1 053 | 1 086 | 977  |

| 1856  | 1861 | 1866 | 1872 | 1876 | 1881 | 1886 | 1891 | 1896 |
| ----- | ---- | ---- | ---- | ---- | ---- | ---- | ---- | ---- |
| 1 004 | 945  | 958  | 901  | 893  | 895  | 902  | 881  | 812  |

| 1901 | 1906 | 1911 | 1921 | 1926 | 1931 | 1936 | 1946 | 1954 |
| ---- | ---- | ---- | ---- | ---- | ---- | ---- | ---- | ---- |
| 760  | 726  | 695  | 662  | 618  | 648  | 605  | 605  | 593  |

| 1962 | 1968 | 1975 | 1982 | 1990 | 1999 | 2005 | 2010 | 2015 |
| ---- | ---- | ---- | ---- | ---- | ---- | ---- | ---- | ---- |
| 564  | 507  | 449  | 573  | 604  | 660  | 801  | 803  | 801  |

| 2018 | - | - | - | - | - | - | - | - |
| ---- | - | - | - | - | - | - | - | - |
| 789  | - | - | - | - | - | - | - | - |

## Économie
En 2010, le revenu fiscal médian par ménage était de 27 742 €, ce qui plaçait Cré au 18 169e rang parmi les 31 525 communes de plus de 39 ménages en métropole.
En 2009, la population âgée de 15 à 64 ans s'élevait à 507 personnes, parmi lesquelles on comptait 75,3 % d'actifs dont 67 % ayant un emploi et 8,3 % de chômeurs.
On comptait 69 emplois dans la zone d'emploi, contre 91 en 1999. Le nombre d'actifs ayant un emploi résidant dans la zone d'emploi étant de 342, l'indicateur de concentration d'emploi est de 20,2 %, ce qui signifie que la zone d'emploi offre un peu moins d'un emploi pour cinq habitants actifs.
Au 31 décembre 2010, Cré comptait 34 établissements : 9 dans l’agriculture-sylviculture-pêche, 1 dans l'industrie, 6 dans la construction, 15 dans le commerce-transports-services divers et 3 étaient relatifs au secteur administratif. En 2011, deux entreprises ont été créées à Cré.

## Culture locale et patrimoine

### Lieux et monuments

#### Patrimoine religieux
Église du XIe siècle.

#### Autres lieux
- Le manoir de la Blottière.
- Les marais de Cré, situés sur le bord du Loir (65 ha).
- La source des Planches Landelles.

#### Un patrimoine architectural et archéologique de qualité
Plusieurs secteurs des vestiges archéologiques ont été recensés par la Direction régionale des Affaires culturelles :
- Le Châtelier
- La Fuie I
- Rue de la Mairie
- La Fuie II
- Le Prieuré Notre-Dame-des-Champs
- La Harmonière
- L'église
- La Cour
- Les Champs
- La Pierre
- La Blottière
- Le château de la Fontaine
- Bel Air.

Un monument historique est répertorié :
- Le château et le parc de la Barbée sont situés sur la commune de Bazouges sur le Loir mais le périmètre de protection empiète sur le territoire de Cré-sur-Loir. Le château et le parc de la Barbée sont inscrits au titre des Monuments historiques depuis le 28 octobre 1991.

D'autres bâtiments intéressants contribuent à la richesse patrimoniale de la commune :
- L'église Saint-Martin-de-Vertou

Elle est du XIe siècle et la tour-clocher carrée date du XIIe. L'église est agrandie lorsqu'elle devient église paroissiale à la place de celle des Champs.
- L'église Sainte-Marie-des-Champs

Elle date de la fin du XVe ou du début du XVIe siècle et elle est située au lieu-dit les Champs. Le prieuré, fondé par l'abbaye bénédictine Saint-Serge d'Angers sur l'autre rive du Loir, face au bourg, existe déjà au XIe. Son église est alors l'église paroissiale de Cré-sur-Loir, mais elle est rapidement délaissée au profit de celle de Saint-Martin-de-Vertou, car la nécessité de traverser le Loir rend son accès difficile.
- Manoir

Il date du XVe au XVIIIe siècle et se situe à la Blottière. En 1218, un acte concède le droit de panage pour les porcs de la Blottière dans la forêt du Mélinais. Le droit de panage permet de faire pâturer les porcs en forêt pour qu'ils mangent les fruits des arbres. Les propriétaires étant protestants, le manoir est un lieu de conflit pendant les guerres de Religion. Les douves, les ouvrages défensifs et les épaisses murailles percées de meurtrières témoignent de la vocation militaire de cette ferme fortifiée. René II Fouquet de La Varenne, seigneur de La Flèche, achète le manoir en 1661 et fait probablement remanier le logis, qui est de nouveau restauré au XVIIIe siècle. À la fin du XXe siècle, le manoir redevient, comme à son origine, un rendez-vous de chasse.
- La Cour de Cré

Elle date du XVe au XIXe siècle au lieu « les Champs ». Cette demeure, construite sur un site occupé depuis le XIe au minimum, a été, jusqu'à la Révolution, le siège d'une seigneurie de justice. Le logis seigneurial est remanié au XVe siècle, époque à laquelle sont construites les baies et la cheminée. Au XVIIe siècle, un autre corps de logement est ajouté au nord du premier. Le Colombier construit dans la cour date probablement de la fin du XVIIe ou du XVIIIe siècle. L'ensemble est transformé en exploitation agricole au XIXe siècle et de nouveaux bâtiments sont construits pour répondre à cet usage.